# 基爾瓦蘇丹國
基爾瓦蘇丹國（阿拉伯语：سلطنة كلوة）是一個非洲國家，以基爾瓦（現代坦桑尼亞林迪地區基爾瓦區附近的一個島嶼）為中心，其權力在其鼎盛時期延伸到斯瓦希里海岸的整個長度。根據傳說，它是由設拉子的波斯王子阿里·伊本·哈桑·設拉子於10世紀創立的。他的家族統治蘇丹國直到1277年，被阿拉伯家族阿布·莫哈布取代，直到1505年被葡萄牙入侵推翻。到1513年，蘇丹國已經分裂成較小的國家，其中許多成為阿曼蘇丹國的保護國。